# San Domenico di Silos (Bartolomé Bermejo)
San Dominico di Silos Vescovo è un dipinto del pittore spagnolo Bartolomé Bermejo realizzato circa nel 1474- 1477 e conservato al Museo del Prado di Madrid in Spagna. Nel 1920 giunse al Museo del Prado attraverso uno scambio con il Museo archeologico nazionale di Spagna.

## Storia e descrizione
Si tratta di una tavola precedente di Daroca (Aragona). Fu commissionata il 5 settembre 1474. È una delle opere più imponenti del periodo gotico per le sue grandi dimensioni e la monumentalità con cui viene trattata la figura del Santo, rendendo questo pezzo uno dei più perfetti della fine dello stile artistico ispanico fiammingo. 
È l'opera più antica conosciuta di questo pittore, che fondò una scuola ad Aragona, con seguaci quali Martín Bernat e  
Miguel Ximénez.
L'opera in oggetto è la tavola centrale di una pala d'altare, mentre quelle laterali furono terminate da Martín Bernat. 
Si tratta di una pittura a tempera su legno, di grandi dimensioni, insolite nella pittura spagnola di questo periodo.
Il tema è prettamente religioso: rappresenta il santo spagnolo Domenico di Silos, monaco fondatore del Monastero di Santo Domingo de Silos (Burgos) nell'XI secolo, di cui fu il primo abate.
Il retablo in questione presenta una composizione piramidale, con il Santo al centro, seduto su un trono. La grande figura del Santo, solenne e rigida, è disposta frontalmente. 
Una simile dimensione monumentale ricorda Hugo van der Goes, ammirato da Bermejo. 
Il volto è molto realistico, con effetti di luce che gli conferiscono una solida corporeità e lo fanno risaltare rispetto al resto dell'immagine. 
Un tale realismo in faccia denota l'influenza della scuola fiamminga. 
La foglia oro è stata utilizzata nello stile delle icone bizantine, tipica della pittura medievale, in particolare in Spagna.
Il Santo brilla d'oro, con i paramenti da Vescovo, con magnifiche vesti pontificali. Indossa una mitra con pietre preziose dettagliate. Con l'avambraccio sinistro tiene il pastorale, mentre si trova nell'atto di sfogliare un libro, seduto su un trono riccamente ornato, con immagini delle sette virtù. 
Le sette Virtù sono dipinte con colori intensi e grande realismo, le tre virtù teologali (fede, speranza e carità) e le quattro cardinali (fortezza, giustizia, prudenza e temperanza).
Oltre al realismo dei tratti del volto, il trattamento di oggetti in oro, ricami, le pieghe di lino bianco, così simile alla pittura fiamminga dell'epoca, spiccano temi allegorici decorativi. 
Prove della padronanza del pittore della tecnica del dipinto su olio.